# Comisión Investigadora de la gestión del gobierno de Alan García
La Comisión Investigadora Multipartidaria encargada de investigar la gestión del gobierno de Alan García Pérez, como Presidente de la República, durante el período gubernamental 2006-2011 (llamada popularmente la Megacomisión) es un comité de investigación a cargo del Congreso de la República del Perú, presidida por el congresista Sergio Tejada hacia el segundo periodo del exmandatario García Pérez.
Los procedimientos aluden que una vez que culmine la pesquisa, otorgando las garantías constitucionales a las que tiene derecho todo ciudadano, los informes se discutirán en el pleno del Parlamento. A este respecto, que consta de acusaciones varias, cabe anotar que una sentencia ratificada por el Poder Judicial, amparó derechos reclamados por el expresidente Alan García, razón por lo que anuló lo actuado en su contra. El juez que otorgó la acción de amparo fue sancionado por su vinculación con los Cuellos Blancos del Puerto.

## Integrantes
Tras su creación, hubo constantes recomposiciones. En un principio, Gana Perú designó a Javier Diez Canseco (aliado del gobierno), a Omar Chehade y Sergio Tejada (congresista del partido de gobierno) como sus miembros, pero, debido a los cuestionamientos de parcialidad manifestada dentro de la comisión que formularon apristas y fujimoristas, el congresista Javier Diez Canseco, quien falleció el 2013, renunció a ser parte del grupo. Chehade, congresista del gobierno también dimitió después del escándalo de las Brujas de Cachiche. Además, Heriberto Benítez (Solidaridad Nacional), quien también iba a ser parte de la comisión, quedó fuera por la forma como se repartieron los cupos. Luego hubo algunos cambios por decisión de las bancadas, pero menores. Desde que se instaló, el 21 de noviembre de 2011, el presidente ha sido Sergio Tejada del partido de gobierno y reconocido enemigo político de Alan García.

## Informes
Todos los informes de la Comisión tienen recomendaciones y conclusiones. Las partes que implicaban a García no fueron consideradas a resultas de una sentencia judicial al haberse violado derechos constitucionales del expresidente. En tanto, los informes siguieron su curso legal.

### Colegios Emblemáticos
El 7 de junio de 2012, la megacomisión aprobó el informe sobre los colegios emblemáticos y, en sus conclusiones, recomienda denunciar constitucionalmente a los exministros José Antonio Chang Escobedo (Educación), Yehude Simon (PCM) y Pedro Sánchez (Energía y Minas), por haber firmado el Decreto de Urgencia 004-2009, este no respondió a una situación de emergencia y que fue emitido sin sustento técnico ni legal, razón por la que se habría vulnerado el inciso 19 del artículo 118° de la Constitución Política del Perú y lo señalado por la Jurisprudencia del Tribunal Constitucional.
En medio de un debate intenso los acusadores sostienen que el documento, el DU 004-2009, permitió la elección sin concurso público de empresas para que remodelen estos centros educativos, el 40% de las obras se hicieron bajo la modalidad de Concurso – Oferta, es decir, la misma empresa elaboraba el expediente técnico y ejecutaba las obras. En este decreto se incluyó la remodelación del Estadio Nacional mediante una fe de erratas al decreto. De las 15 obras de remodelación que se hicieron en Lima, 10 fueron adjudicadas a la constructora DH Mont.

¿Qué tiene que ver una cosa con la otra? ¿El Estadio Nacional estaba a punto de caerse o en una situación precaria? En lo absoluto. No estaba en una situación de emergencia como para que se le autorice al Ministerio de Educación contratar sin concurso la elaboración de los expedientes técnicos o a la empresa para la ejecución de las obras. Está claro que lo incluyeron para exonerarlo de todos los procesos de selección de contratación pública. Por eso, todo esto no tiene ningún sustento jurídico. Acá ha habido un festín de documentos
Rennán Espinoza

Cabe anotar que este mismo dispositivo que los congresistas gubernamentales sostienen que es ilegal, ha seguido siendo usado por el gobierno de Ollanta Humala, razón, entre otras por la que los congresistas Carlos Tubino y Pedro Spadaro, ambos de Fuerza 2011, y Enrique Wong, de la Alianza por el Gran Cambio (APGC), no estuvieron de acuerdo con la acusación constitucional contra el exmandatario y los exministros y firmaron el informe final con reservas y observaciones a su contenido.

### Agua para todos
En el segundo gobierno de García se llevó a cabo el programa Agua para todos, destinado a abastecer de agua potable a la población urbana y rural de diversos departamentos del país, de acuerdo al informe de la comisión, se dio ‘luz verde’ a una declaración de emergencia que permitió -dentro del programa Agua para todos- acortar plazos y evadir controles con el propósito de adjudicar obras e inflar costos, sin fiscalización.
Según el informe, los exministros Del Castillo y Garrido Lecca habrían vulnerado el artículo 125 de la Constitución, el cual señala que el Consejo de Ministros tiene la atribución de aprobar los proyectos de ley y los decretos de urgencia que el presidente firma. Los exfuncionarios mencionados habrían transgredido este precepto al promulgar la Ley 28870 (Ley para Optimizar la Gestión de las Entidades Prestadoras de Servicios de Saneamiento). Resulta que el antecesor de García, Alejandro Toledo, había observado la autógrafa de esta norma.
Lo cierto es que se promulgó la ley y al amparo de esta norma, se promulgaron después otras normas, como el D. S. 020-2006-Vivienda, que declara en emergencia la infraestructura para la prestación de servicios de saneamiento; y el Decreto de Urgencia 14-2007, que hace lo mismo con proyectos de inversión. Estos dispositivos, al acelerar los proyectos de saneamiento, dicen los acusadores que generó se entreguen proyectos a dedo y, en segundo lugar, pérdidas al Estado por la mala elaboración de expedientes técnicos, cuando en realidad y, sin perjuicio de sancionar a responsables de la aplicación de la norma, se pudo dinamizar la inversión atender la necesidad vital de millones de peruanos.

A lo largo de sucesivos gobiernos hubo proyectos de agua, pero la plata se perdió en corrupción, como el caso del programa Agua para Todos del señor García
Verónika Mendoza

La megacomisión recomienda denunciar a los exministros mencionados, pero no habiéndose realmente concluido el debate la manifestación de centenares de lugares que gozan de agua y desagüe gracias a "Agua para todos" muestra la evidencia de un proyecto que realmente le cambió la vida a millones de peruanos al brindarles estos servicios básicos. si bien el documento añade que habrían incurrido en la figura de asociación ilícita para delinquir contemplada en el artículo 317 del Código Penal,  abogados de reconocida especialidad, no han respaldado tal conclusión.
Una investigación de la revista Poder desenmascaró el modus operandi de Coopex, una cooperativa que pertenecía al ahora encarcelado empresario Rodolfo Orellana Rengifo, la cual fue una de las mayores beneficiadas con este programa del Estado mediante la otorgación de cartas fianza falsas. Coopex ayudaba a empresas constructoras a ganar las licitaciones para 'Agua para todos'. Luego estas empresas pedían un "adelanto" para empezar las operaciones y, de manera completamente irregular, el gobierno aprista les otorgaba dicho adelanto. Tras recibir el dinero las empresas desaparecían. Por su parte, Coopex desconocía las cartas fianza.

#### Vínculos de Alan García con la empresa Abengoa
Tejada solicitó que se indague la relación de Alan García con la empresa española Abengoa, que durante su segundo gobierno obtuvo contratos por más de S/.300 millones en Agua para Todos. Refirió que Alan García reconoció ser consultor de Abengoa desde el año 2013, con carácter remunerado, en el tema de cambio climático.

### Interferencia Política en BTR
El tercer informe, en que la megacomisión analizó el Caso Business Track S.A.C., también recomienda acusar constitucionalmente a los exministros Del Castillo, Garrido Lecca e Hidalgo. Según el documento, existen indicios suficientes para determinar que interfirieron en la investigación policial y fiscal del ‘chuponeo’ telefónico, en el 2009.
Para el grupo que dirige Tejada (Gana Perú), aun cuando el caso esta judicializado, los exfuncionarios habrían incurrido en los presuntos delitos de asociación ilícita para delinquir, encubrimiento personal, obstrucción de la justicia, entre otros bajo un razonamiento de claro tinte político que además, no ha sido comprobado: “Se habría interferido con la fiscal (Gladys) Echaíz para orientar la investigación de determinadas formas para que pase de la División de Investigación de Delitos de Alta Tecnología (Divindat) a la Dirección Antidrogas (Dirandro) donde él tenía una cercanía con el entonces jefe MiguelHidalgo Medina", una simple declaración testimonial sin ninguna comprobación sustenta esta acusación.
Pero el informe advierte además que existen “indicios suficientes” de la presunta comisión del delito de asociación ilícita para delinquir (tipificada en el artículo 317 del Código Penal)que no presenta y agrega que el propio partido aprista “evito el conocimiento público de las grabaciones telefónicas que mostrarían la interferencia en los contratos de las empresas estatales, una especulación sobre la que no se aporta ninguna prueba.

#### Situación de Walter Orestes, fiscal a cargo de la investigación preliminar del Caso BTR
También que el fiscal Walter Orestes Milla López –quien tuvo a su cargo la investigación preliminar del Caso BTR– también incurrió en ilícitos penales como por ejemplo encubrimiento personal y omisión del ejercicio de la acción penal. Esto por haber excluido del proceso penal en el cual se investigaron los hechos de escucha e interceptación telefónica a Ismael Medardo Matta Uribe, quien informó a Luis Amengual Rebaza sobre las interceptaciones telefónicas que se realizaba en la empresa Business Track S.A.C..
El fiscal también habría incurrido en el delito de encubrimiento real, “al ocultar un USB de 1 GB de capacidad entregado por Ismael Matta Uribe en su condición legal de “colaborador eficaz”. Dicho dispositivo contenía dos audios y trece transcripciones de audios obtenidos en una interceptación telefónica ilegal que no fue anexada al expediente, “pese a tener validez probatoria”.

#### Situación de Jorge del Castillo, ex primer ministro
Al ex primer ministro Jorge del Castillo se le denuncia por presunto delito de encubrimiento personal. Esto es, por haber promovido la salida del país de Ismael Matta Uribe y de Luis Amengual Rebaza para ocupar puestos de confianza en el Consulado del Perú en Estados Unidos. Según las indagaciones de la megacomisión, Matta Uribe y Amengual Rebaza viajaron el 4 de marzo de 2009 y el 1 de marzo del mismo año, respectivamente, a Estados Unidos “cuando no había concluido el procedimiento de colaboración eficaz”.
En ambos casos –dice el informe–, el fiscal Milla López archivó dicho procedimiento “sin denunciarlo y así evitó involucrarlo como parte de la investigación que se seguía en contra de los miembros de la empresa BTR”.

#### Situación de Miguel Hidalgo, exjefe de la Dirandro
En el caso del exjefe de la Dirandro Miguel Hidalgo Medina, la comisión dice haber encontrado indicios razonables de la presunta comisión del delito de omisión de actos funcionales (tipificado en el artículo 377 del Código Penal) basado en que se "habría negado" a informar sobre la investigación policial que estaba bajo su dirección a sus superiores jerárquicos, al entonces director general de la Policía Nacional, general PNP Mauro Remicio Maguiño y al ministro del Interior de esa época, Remigio Hernani Meloni.

#### Implicados en Interceptaciones de comunicaciones
La Segunda Sala Penal para Reos en Cárcel condenó a siete años de prisión efectiva a los principales implicados en el Caso, Elías Manuel Ponce Feijoo, exgerente de BTR, y Carlos Tomasio de Lambarri, exoficial de inteligencia de la Marina; mientras que Giselle Giannotti, especialista en seguridad informática, recibió una pena efectiva de cinco años. Esto, por los delitos de interceptación de las comunicaciones y asociación ilícita para delinquir.
Los magistrados determinaron que Elías Ponce dirigió la organización ilícita dedicada a las interceptaciones ilícitas, mientras que Giselle Giannotti negociaba la información obtenida y Carlos Tomasio es un hacker que adquiría, además, los equipos de chuponeo.
Entre los agraviados se mencionó a Rómulo León Alegría y Alberto Quimper, los principales implicados en el Caso Petroaudios. El tribunal consideró la necesidad de investigar quiénes eran los financistas de los chuponeadores, a quienes estos últimos encubrían, así como los actos de corrupción que aparecen en los audios incautados a los acusados.
Elías Ponce, negó haber pedido a Jesús Tirado Seguín realizar un flujograma de las llamadas entre los teléfonos de Alberto Quimper y Rómulo León. También aseveró que no pidió a Manuel Ojeda convertir unos audios hallados en cinco discos. “Yo desconocía lo que había ahí, se los entregué para que me los transcribiera porque no podía leerlos”, explicó y no quiso revelar la fuente que le entregó los audios en mención, según él, por seguridad nacional. El exgerente de BTR negó que su empresa haya pagado directamente al exministro de Vivienda y alcalde de Magdalena del Mar, Francis Allison. “Durante 11 meses, fue Carlos Tomasio (también procesado en el Caso BTR ) quien le pagó casi 30 mil dólares al alcalde. Fue un trato entre ellos dos”, expresó y negó que el alcalde de Magdalena del Mar haya trabajado para BTR. “Eso hay que preguntarle al señor Tomasio, porque era la relación con él. Para BTR no trabajó”, manifestó ante la pregunta del fiscal.
Tomasio ratificó que compró el equipo Triggerfish 4080 (que intercepta llamadas de celulares) para la Marina de Guerra cuando era agregado naval del Perú en Washington. Así lo sostuvo durante su alegato personal ante la Segunda Sala Penal para Reos en Cárcel. Tomasio precisó que aunque oficialmente la Marina niega tal adquisición, esta se hizo con fines de seguridad nacional en el 2000. Agregó que se debía investigar dónde estaba, pues dijo que ese material ingresó a la Marina, pero en ese momento no había rastro de él. También cuestionó la forma en que fue conducida la investigación. Aseguró que se rompió la cadena de custodia de los bienes incautados a los acusados y que se manipularon las pruebas. Sostuvo, por ejemplo, que le incautaron un número determinado de CD, pero luego apareció en la fiscalía una cantidad mayor. Dijo que era inocente de los cargos que le atribuyen y añadió que si hubiera vendido información ‘chuponeada’, “yo no estaría haciendo una ‘chanchita’ (colecta) para pagar a mi abogado”.
Giannotti expresó que el caso “fue un tema político” y que hubo un ensañamiento contra ella por su condición de mujer. Comentó que “ellos (no precisó quiénes) trataron de hacer que yo le echara la culpa a gente que yo no sé si era culpable o no (…) me escogieron porque era mujer y pensaban que yo tenía que someterme”.
Martín Fernández Virhuez, en su alegato personal, negó su responsabilidad en los delitos de violación de la correspondencia y asociación ilícita, pero admitió su participación indirecta en la interceptación telefónica a Rómulo León y Alberto Quimper. Precisó que lo hizo en calidad de instigador a pedido de Manuel Ponce Feijoo, gerente de BTR.
En junio de 2011, Carlos Tomasio señaló que Hidalgo manipuló la investigación, en su condición de director de la Dirandro, por orden del presidente Alan García. Hidalgo respondió manifestando que las afirmaciones de Tomasio son “lógicas” y que los otros procesados podrían tener declaraciones similares.
Elías Ponce y Carlos Tomasio, abandonaron en marzo de 2013 el penal Castro Castro gracias a que un juzgado les otorgó el beneficio de libertad condicional. La medida fue adoptada por la jueza María Martínez del Juzgado Penal 34 de Lima con la opinión favorable del fiscal Walter Milla de la Tercera Fiscalía contra el Crimen Organizado.

### Indultos

#### Indultos a narcotraficantes
Según Tejada, Rosario Fernández y Aurelio Pastor, exministros de Justicia, incurrieron en una infracción a la Constitución al haber reducido la pena de 400 sentenciados por narcotráfico, según el informe final del indulto a narcotraficantes. En total se concedieron 232 indultos, de los cuales 72 fueron por casos de tráfico ilícito de drogas. Se otorgaron también 5.246 conmutaciones de pena, de las cuales 3.207 fueron a condenados por el delito mencionado. De estas, al menos 400 fueron otorgadas a condenados por tráfico ilícito de drogas en forma agravada.
| Ministro de Justicia       | Período                                        | Conmutados | Índice de indultos por día |
| -------------------------- | ---------------------------------------------- | ---------- | -------------------------- |
| Rosario Fernández Figueroa | 20 de diciembre de 2007 - 10 de julio de 2009  | 2065       | 3.63                       |
| Aurelio Pastor Valdivieso  | 11 de julio de 2009 - 16 de marzo de 2010      | 1679       | 6.74                       |
| Víctor García Toma         | 18 de marzo de 2010 - 12 de septiembre de 2010 | 434        | 2.42                       |
| Rosario Fernández Figueroa | 14 de septiembre de 2010 - 28 de julio de 2011 | 1042       | 3.28                       |

Aurelio Pastor firmó casi 7 conmutaciones de pena por día y el día que más indultos firmó fue el 22 de diciembre de 2009, día en el que firmó 149 indultos.
Lo cierto es que el indulto es una potestad constitucional del jefe de Estado.

Firmé porque ninguno de ellos es ilegal, ninguno de ellos trasgrede (la ley)
Alan García

Genaro Vélez, abogado del exmandatario, minimizó el informe de la megacomisión. “El presidente tiene la atribución, que le concede la Constitución para dar (conmutaciones de pena a reos). Si hubo situaciones irregulares por debajo de él, eso se debe individualizar y la fiscalía tiene que investigar", dijo. 
El 15 de octubre de 2013 el fiscal anticorrupción Walther Delgado Tovar, a cargo del caso de los ‘narcoindultos’, envió el informe N° 02-2013/FSCEDCF al fiscal de la Nación, José Peláez Bardales, para exponerle detalladamente doce casos en los que el propio expresidente Alan García Pérez habría decidido reducir las condenas a sentenciados por tráfico de drogas agravado por debajo de los años que recomendó la Comisión de Indulto y Derecho de Gracia. Los expedientes se elaboraron entre los años 2008 y 2011.
Delgado reveló que en el periodo de Miguel Facundo Chinguel como titular de la Comisión de Indulto y Derecho de Gracia por Razones Humanitaria y Conmutación de Pena (entre enero de 2008 y marzo de 2010) se conmutaron penas a 886 condenados por narcotráfico agravado, además hizo el cálculo entre la cantidad de indultos entregados y el tiempo que duraban las reuniones de la comisión de Gracias Presidenciales, y sostuvo que el grupo liderado por Facundo Chinguel se demoraba aproximadamente 50 segundos en aprobar cada solicitud.
Facundo Chingel, paralelamente se desempeñó como director del Servicio Postal Peruano (Serpost), entre julio de 2007 y de octubre del 2011, entidad que fue utilizada por favorecidos por la Comisión de Gracias Presidenciales para enviar droga a Estados Unidos, Europa y Asia, entre junio del 2009 y febrero del 2011.
A Facundo Chingel le imputaron la responsabilidad de haber ayudado a reclusos implicados en casos de narcotráfico a obtener conmutaciones de penas a cambio de pagos ilícitos. El 14 de diciembre del 2015 fue sentenciado a 13 años de prisión por los delitos de asociación ilícita y cohecho (soborno), pero en agosto del 2016 fue absuelto del delito de asociación ilícita y su pena fue rebajada a 9 años de cárcel. También fueron condenados la exservidora de la comisión, Fabiola Ojeda Julca y Rafael Agurto Chihuán, exdelegado de los internos del penal de Lurigancho. Del mismo modo fueron sentenciados a prisión suspendida la exsecretaria técnica de la Comisión de Gracias Presidenciales, Noelia Gómez Paulet y los acusados Manuel Carrera Toribio, Dámaso Luyo Vicente, Freddy Vilela Nijahuanca y Jaime Acevedo Saavedra.

##### Indulto a Silvia López Vargas
Silvia López Vargas, hermana de la madre de Gerald Oropeza, cumplía cinco años de cárcel por tráfico de drogas, pero salió libre por un decreto supremo del expresidente García antes de que cumpliera la sentencia en el penal de Chorrillos. Al mismo tiempo que Facundo Chinguel propuso la reducción de pena de López Vargas, era abogado de la hermana de ésta, Pilar López, madre de Oropeza. Coincidentemente, en el mismo año en que Silvia López salió de la cárcel, Pilar López postuló al Congreso por el APRA, en 2011.

##### Participación de condenados por narcotráfico en Comisión de gracias presidenciales
Facundo Chinguel contrató a personas que habían sido condenadas por narcotráfico para que integren la Comisión de Gracias Presidenciales, entre ellos Manuel Huamán Montenegro y Carmen Morales Pérez, esta última favorecida con la conmutación de pena en el 2009.

#### Indultos a prontuariados delincuentes
Durante el segundo gobierno de García no solo se indultaron a numerosos sentenciados por narcotráfico, sino también a 1.781 prontuariados delincuentes a quienes se les conmutó la pena "en tiempo récord". Uno de los casos más graves fue el de José Luis Ardiles Elguera, quien pese a registrar 9 ingresos a la cárcel y estar condenado a 15 años de cárcel, salió en libertad a los 10 años con una resolución firmada por García y la entonces ministra de justicia, Rosario Fernández.

#### Indulto a Exjefe del SIS
Sobre el indulto concedido al aprista Julio Espinoza Jiménez, exjefe del Servicio Integral de Salud, el grupo investigador concluyó con un exceso al sostener que se habría cometido el delito de encubrimiento personal. El caso esta judicializado, sin embargo se pidió que el Congreso presente esta denuncia ante el Ministerio Público, a fin de profundizar las investigaciones. Espinoza Jiménez, fue condenado a 15 años de prisión tras haber sido hallado culpable de manejos irregulares del SIS en la emergencia que produjo el sismo de Pisco del 2007. 

#### Cobros por gracias otorgadas
Según cifras de la procuraduría anticorrupción, 10 millones de dólares generaron las conmutaciones ilegales. Uno de los casos de pagos por la conmutación más graves documentados es el de ocho narcotraficantes oriundos de Nigeria y Zambia, que cumplían penas de 20 a 25 años de prisión, a estos se les perdonó las penas en dos grupos, para lo que pagaron hasta 70 mil dólares a Manuel Carrera Toribio y Facundo Chinguel.
En agosto de 2008, García firmó la Resolución Suprema N° 138-2008 otorgando conmutación de condenas a Phillip Mofya, Malcolm Ngosa, Eneh Jude,Carlos Butrón Dos Santos y otros 105 reclusos; en diciembre firmó las resoluciones N° 194-2008, exclusivas para Jhon Nnaemeka, y la N° 197-2008, exclusiva para Philip Sethole; en mayo de 2009, las resoluciones N° 103-2009 a favor de Mokoena Moses, y la N° 104-2009 para Emeka Etonyeaku Nwabilo. La fiscalía anticorrupción determinó que la comisión recomendó conmutarles las penas en enero del 2008, pero no fue hasta seis meses después de que empezaron a salir las resoluciones, tiempo que se habría esperado para que se realicen los pagos.

##### Testimonio de Carlos Butrón Dos Santos
Butrón Dos Santos, un ex presidiario conocido como ‘Brasil’ fue considerado como testigo por el propio Sergio Tejada, quien presentó sus declaraciones en el sentido que la comisión de indultos cobró entre 5 mil hasta 10 mil dólares por año de condena rebajada a reclusos sin importar el delito cometido. También aseveró que el extitular la Comisión de Gracias Presidenciales, Facundo Chinguel (actualmente preso), recibió 30 mil dólares para liberar a ‘narcos’ colombianos.
Sin embargo, en vídeo difundido por el programa de TV “Panorama”, el delincuente —quien manifestaba estar en Cuiabá, Brasil— cambió de versión e hizo una acusación contra el titular de la megacomisión, Sergio Tejada. Fernando O’Phelan, director de ProJusticia, sostuvo que el ex presidiario dijo que cambió de versión “porque estaba harto de las presiones y de su situación personal, anímica y económica”. Sergio Tejada, al respecto, dijo: “Yo me imagino que él ha sido muy presionado o incluso ha recibido algo para cambiar de esta manera de testimonio […] En ningún momento le hemos ofrecido nada. En esa reunión que tuvimos de cerca de 70 minutos, que la tengo grabada, él me pide un pasaje para su madre que dice que estaba siendo amenazada por los apristas”

#### Implicados
Finalmente, la megacomisión estableció que se constituyó una presunta organización para delinquir, cuyo operador fue el exfuncionario Miguel Facundo Chinguel, presidente de la comisión de indultos y gracias presidenciales del Ministerio de Justicia. El grupo parlamentario investigador también recomendó denunciar penalmente al exministro de Justicia Aurelio Pastor por el presunto delito de cohecho pasivo impropio.

#### "Política gubernamental de deshacinamiento de penales"
García Pérez argumenta que las conmutaciones e indultos dados por él fueron parte de una política gubernamental de deshacinamiento de los penales, “donde había 47 mil reos cuando la capacidad de las cárceles era apenas de 20 mil”. Contradictoriamente, García apoyó e impulsó el aumento de las penas y la disminución de beneficios penitenciarios y no construyó los nuevos penales que requería el país para albergar a más reclusos, y posteriormente como candidato presidencial propuso la construcción de un penal de máxima seguridad en medio de la selva peruana para "albergar a los 10,000 delincuentes más peligrosos del país".
García, además, se comparaba con el presidente estadounidense, Barack Obama, que tenía una política de despenalización en su país. Sin embargo, en 7 años, Obama concedió 89 indultos, equivalente a un 0,004% de los 2,3 millones de presos de su país, mientras que en 5 años García liberó a unos 5.500 sobre una población penitenciaria de aproximadamente 70.000, es decir, el 7,85%. Arturo Maldonado, politólogo de la Universidad de Vanderbilt, dijo que no hay comparación entre los aparentemente arbitrarios "indultos al peso" de García y las disminuciones de penas de Obama, que se lograron luego de que los jueces revisaran los casos de manera independiente para decidir si cada liberación ponía en riesgo la seguridad pública.
En interrogatorio, García argumentó que trabajó "miles de horas" en su despacho presidencial, con frecuencia entre las 10 de la noche y la una de la madrugada, para estudiar los gruesos expedientes de los narcotraficantes.

### Enriquecimiento ilícito y desbalance patrimonial de altos funcionarios apristas
Del exministro Aurelio Pastor se halló un desbalance patrimonial de 450 mil soles y movimientos no justificados de Pastor por la suma de US$ 70,000, del exsecretario general de la Presidencia de la República, Luis Nava, se halla un desbalance patrimonial de unos 260 mil soles.

## Críticas al Informe
Alan García, quien obtuvo una sentencia judicial en contra de la megacomisión al "haberse violentado sus derechos constitucionales" minimizó el informe final expresando que el acuerdo del grupo investigador “no constituye una novedad porque sus conclusiones fueron escritas en Palacio de Gobierno hace dos años”, además indicó la existencia de una “obsesión” por vetarlo, para que no sea parte de los comicios. El congresista aprista Mauricio Mulder expresó que la megacomisión tendría que demostrar lo que dice porque consideró que no había "una sola prueba" y calificó todo de ser "una payasada”, asimismo afirmó que el objetivo era inhabilitar a García para evitar que sea un eventual contendor de Nadine Heredia en el 2016.
Las denuncias de presiones para que los testigos en el caso ‘narcoindultos’ se retracten de sus declaraciones demostraban, para los miembros de la denominada megacomisión, que las investigaciones en el caso iban por buen camino, en tanto que el cambio de versiones y la desacreditación de Sergio Tejada mostraban un realidad contraria.

## Recursos y tácticas de Alan García
Como parte de su labor, la megacomisión citó a García varias veces. Sin embargo, en mayo del 2012, el exmandatario presentó una acción de amparo ante el Poder Judicial alegando que se violó su debido proceso y derecho a la defensa a propósito de una citación que le hicieron sin las formalidades de ley. El Quinto Juzgado Especializado en lo Constitucional recibió la causa. En septiembre de 2013, salió un fallo que anuló lo actuado por la comisión desde el 8 de marzo de 2013, fecha en la cual se notificó al doble exmandatario.
La Primera Sala Civil ratificó el fallo del Quinto Juzgado Constitucional, que le ordenó a la comisión investigadora que dirige el nacionalista Sergio Tejada anular todo lo actuado en cuanto a García a partir del 8 de marzo del año pasado. El expresidente de Perú, por dos veces, señaló que la megacomisión solamente se formó con el fin de enlodarlo “sistemáticamente”, toda vez que la mayoría de los documentos aprobados por el grupo investigador recomiendan acusarlo constitucionalmente.
A través de un comunicado, el oficialismo sostuvo que el grupo investigador del segundo gobierno del expresidente Alan García siguió “adecuadamente” el procedimiento parlamentario. “La megacomisión ha seguido adecuadamente el procedimiento parlamentario vigente y hasta la fecha se conoce que viene encontrado elementos de responsabilidad legal de una serie de funcionarios del Ejecutivo que llegarían hasta el máximo nivel”, señaló el nacionalismo en el documento, sin embargo tal y como había sido demostrado no fue así y además había quedado en evidencia que la megacomisión actuó irregular e ilegalmente, cumpliendo órdenes de palacio de Gobierno. Finalmente, el oficialismo rechazó las declaraciones que hicieron los dirigentes apristas, “que señalan que estamos ante un caso de persecución política”.

## Anulación de informes
En fallo de la Primera Sala Civil de la Corte Suprema, quedaron anulados todos los informes elaborados por la comisión, así como el proceso constitucional aprobado por el caso "Narcoindultos".

### Cuestionamientos al magistrado Jesús Soller
El juez Jesús Soller Rodríguez tuvo voto dirimente sobre el recurso presentado. El referido magistrado, a quien se ha relacionado con el Partido Aprista, tiene tres hermanos inscritos en el partido, su esposa también estuvo inscrita en dicha agrupación política hasta el 2014 y es miembro de una promoción de doctorado en Derecho que fue apadrinado por Alan García.
Lilia Ramírez Varela, abogada del Instituto de Defensa Legal (IDL), denunció que Soller Rodríguez fue nombrado juez por García Pérez durante su primera gestión presidencial. Por su parte, Sergio Tejada tildó a Soller de "contacto" del Partido Aprista en el Poder Judicial.